# مارك فيور
مارك فيور (بالإنجليزية: Mark Fiore)‏ هو لاعب كرة قدم بريطاني، ولد في 18 نوفمبر 1969 في ساوثوورك في المملكة المتحدة. لعب مع نادي بليموث أرجايل ونادي ويمبلدون.